# Nizhniye Kushchi
Nizhniye Kushchi (ryska: Чель Кушчу, azerbajdzjanska: Çöl Quşçu) är en ort i Azerbajdzjan.   Den ligger i distriktet Şabran Rayonu, i den nordöstra delen av landet, 130 km nordväst om huvudstaden Baku. Antalet invånare är 720.
Terrängen runt Nizhniye Kushchi är platt, och sluttar österut. Närmaste större samhälle är Divichibazar, 15,0 km söder om Nizhniye Kushchi.
Trakten runt Nizhniye Kushchi består till största delen av jordbruksmark. Runt Nizhniye Kushchi är det ganska glesbefolkat, med 48 invånare per kvadratkilometer.